# Ợ
Ợ (minuscule : ợ), appelé O cornu point souscrit, est une lettre latine utilisée dans l’écriture du vietnamien.
Il s’agit de la lettre O diacritée d’une corne et d’un point souscrit.

## Représentations informatiques
Le O cornu point souscrit peut être représenté avec les caractères Unicode suivants : 
- précomposé (latin étendu additionnel)[1] :

| formes    | représentations | chaînes de caractères | points de code | descriptions                                   |
| --------- | --------------- | --------------------- | -------------- | ---------------------------------------------- |
| capitale  | Ợ               | Ợ                     | U+1EE2         | lettre majuscule latine o cornu point souscrit |
| minuscule | ợ               | ợ                     | U+1EE3         | lettre minuscule latine o cornu point souscrit |

- décomposé et normalisé NFD (latin de base, diacritiques) :

| formes    | représentations | chaînes de caractères | points de code       | descriptions                                                           |
| --------- | --------------- | --------------------- | -------------------- | ---------------------------------------------------------------------- |
| capitale  | Ợ               | O◌̛◌̣                   | U+004F U+031B U+0323 | lettre majuscule latine o diacritique cornu diacritique point souscrit |
| minuscule | ợ               | o◌̛◌̣                   | U+006F U+031B U+0323 | lettre minuscule latine o diacritique cornu diacritique point souscrit |